# Oreovac
Oreovac (cyr. Ореовац) – wieś w Serbii, w okręgu niszawskim, w mieście Nisz. W 2011 roku liczyła 299 mieszkańców.